# Perla, Arkansas
Perla, Arkansas (енгл. Perla) град је у америчкој савезној држави Арканзас.

## Демографија
По попису из 2010. године број становника је 241, што је 126 (109,6%) становника више него 2000. године.
| Група             | 2000.      | 2010.       |
| Белци             | 42 (36,5%) | 97 (40,2%)  |
| Афроамериканци    | 73 (63,5%) | 136 (56,4%) |
| Азијати           | 0 (0,0%)   | 1 (0,4%)    |
| Хиспаноамериканци | 0 (0,0%)   | 4 (1,7%)    |
| Укупно            | 115        | 241         |